# Ektara
Les termes ektara, gopichant, tumbi, tuntina ou yaktaro désignent deux types fort différents d'instruments rustiques du sous-continent indien. Leurs noms indiquent qu'il s'agit d'un monocorde.

## Lutherie

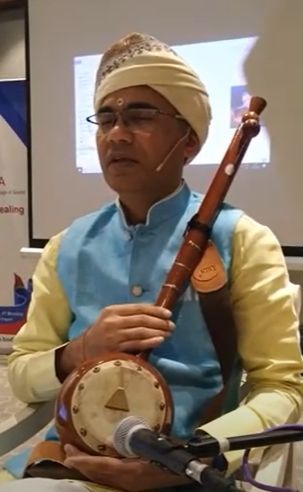
Ektara

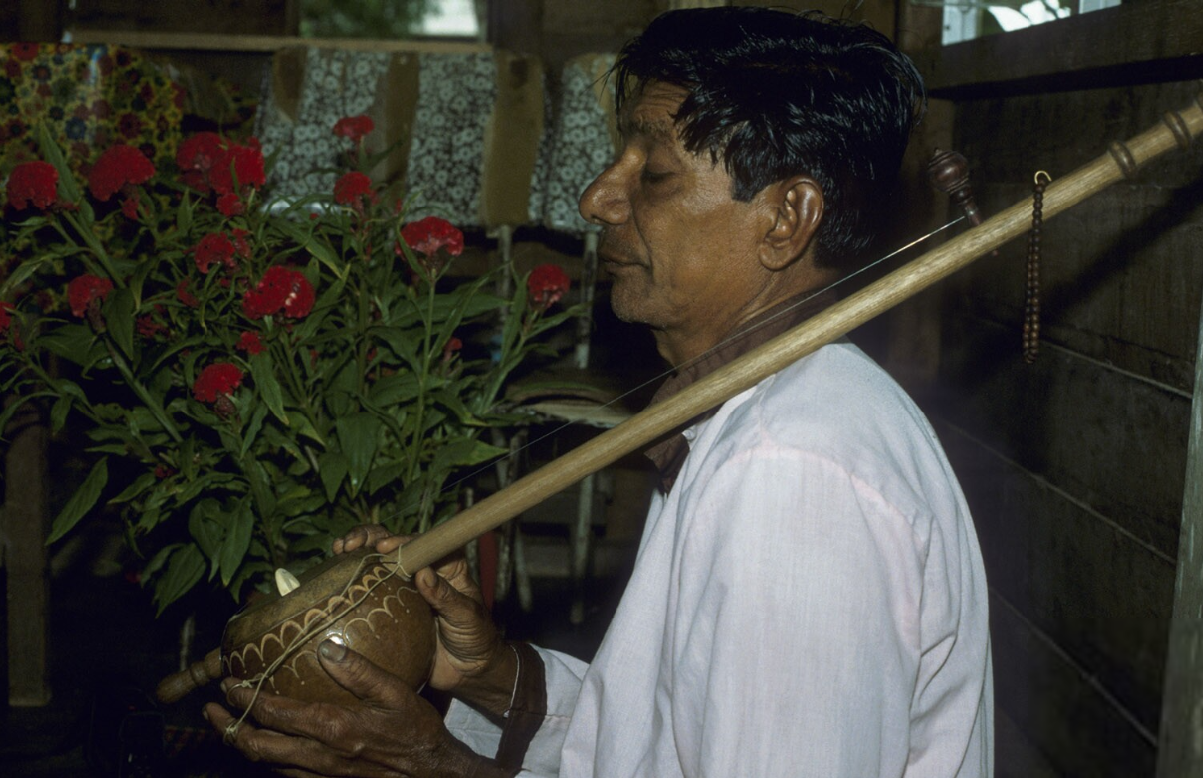

L'ektara des bauls du Bengale, est un instrument unique en son genre. C'est une petite caisse de résonance cylindrique en bois ou gourde, sur laquelle une peau de chèvre est fixée ; une corde est nouée à celle-ci et tendue grâce à deux languettes d'un bambou fendu fixées elles au bord de la caisse. Une cheville y est placée pour accorder la corde.
L'ektara commune des musiciens itinérants est une sorte de tampura primitive. Sur un bâton une simple calebasse est fixée ; sur celle-ci une peau de chèvre est collée, servant de table d'harmonie. Un chevalet vient soutenir la corde qui va de part en part du bâton servant de manche et sur equel une cheville d'accord est fixée. Ces instruments sont souvent très décorés.
Le yaktaro du Sind peut avoir aussi deux cordes.
La tuntina est un mixte entre les deux précédents, puisqu'elle reprend la caisse de l'un (sans le bambou fendu) et le pincement de la corde de l'autre, ainsi que son bâton, mais fixé sur un côté de la caisse. 

## Jeu
On en joue debout ou assis, et uniquement de la musique folklorique ou des bhajans dévotionnels. 
On obtient une mélodie sur l'instrument baul en pressant sur le bambou fendu en deux : plus on presse le bambou, plus la note devient grave, et plus on le relâche, plus la note devient aiguë. 
Pour l'autre, il suffit de pincer la corde avec le doigt, et il n'y a pas de variation mélodique : c'est un bourdon.